# 무하마드 미안 숨로

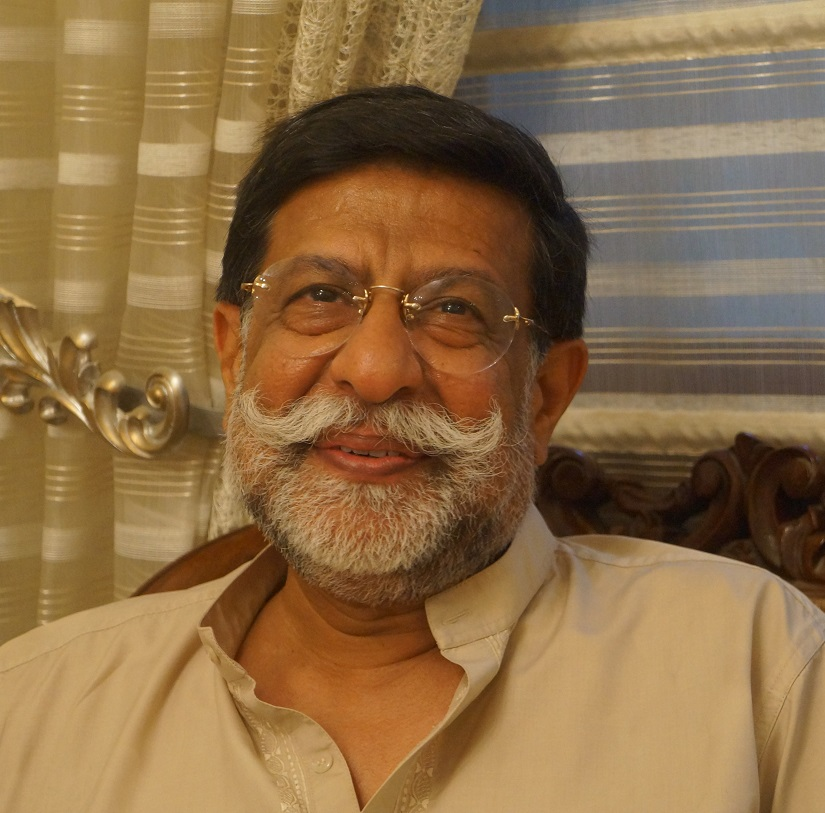
무하마드 미안 숨로(2016년)

무하마드 미안 숨로(1950년 8월 19일 ~ ,신드어: محمد میاں سومرو)는 파키스탄의 전 대통령, 정치인이다.

## 생애
그는 1950년 8월 19일 신드 주의 주도 카라치에서 태어났다. 2007년 11월 총리로 취임하였다. 2008년 8월 18일 페르베즈 무샤라프 대통령이 사임하자, 임시 대통령으로 취임하였다. 2008년 9월 9일 아시프 알리 자르다리에게 대통령직을 넘겨주고 사임하였다.

## 같이 보기
- 페르베즈 무샤라프
- 아시프 알리 자르다리

| 전임 페르베즈 무샤라프 | 파키스탄의 대통령 2008년 8월 18일 ~ 9월 9일 | 후임 아시프 알리 자르다리 |

| 전임 샤우카트 아지즈 | 파키스탄의 총리 2007년 11월 16일 ~ 2008년 3월 25일 | 후임 유사프 라자 길라니 |